# Eupithecia singularia
Eupithecia singularia là một loài bướm đêm trong họ Geometridae.